# Marianela (película de 1955)
Marianela es una película argentina en blanco y negro dirigida por Julio Porter sobre su propio guion escrito en colaboración con Luis Ordaz y Pablo Palant basado en la novela homónima de Benito Pérez Galdós que se estrenó el 15 de septiembre de 1955 y que tuvo como protagonistas a Olga Zubarry, Pedro Laxalt, José María Gutiérrez y Domingo Sapelli.

## Sinopsis
Una muchacha fea se enamora de un joven ciego.

## Reparto
- Olga Zubarry	... 	Marianela
- Pedro Laxalt
- José María Gutiérrez	... 	Pablo
- Domingo Sapelli
- Juan Sarcione
- Perla Alvarado
- Julio Esbrez
- Marisa Núñez
- Alberto Barcel
- Marta González
- Orestes Soriani
- Ana Gryn

## Premio
Por su actuación en este filme Olga Zubarry recibió el Premio Cóndor de Plata a la mejor actriz.

## Comentario
La crónica del diario La Razón señaló que el filme "confirma aquello de que una película difícilmente logra la fuerza de la novela de que es adaptada".